# Marmárica

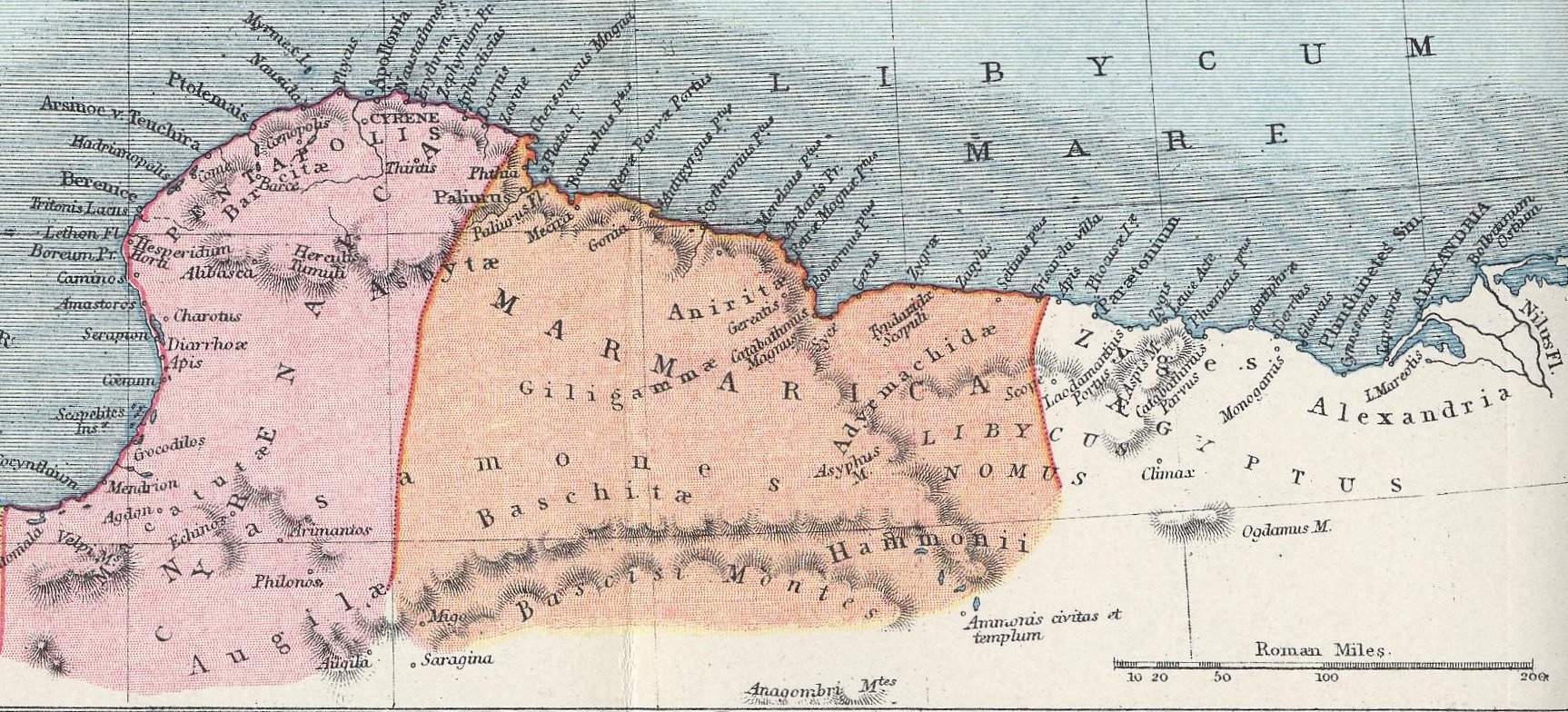
Mapa do norte da África mostrando a Marmárica (em laranja) e a Cirenaica (em rosa).

Marmárica (em latim: Marmarica) é uma antiga região da costa do norte da África entre a Cirenaica e o Egito. A Marmárica propriamente dita estava delimitada a leste pelas escarpas do Catabatmo Magno, atualmente conhecido como Akabah el-Kebir, em Salum. Os geógrafos do período helenístico incluíam o Egito na Ásia e desenhavam a fronteira entre os dois continentes justamente ali. Sob o Império Romano, a definição de "Marmárica" foi expandida para incluir o Nomo Líbio, a região entre o Catabatmo e a baía de Plíntine (Sinus Plinthinetes) que até então era parte do Egito.
Seu território correspondia ao da região fronteiriça entre a Líbia e o Egito modernos, incluindo as cidades de Fítia (Phthia; Bomba, na Líbia), Palíuro (Paliurus, Timimi), Antipirgo (Tobruque), Gônia (Acroma) Bárdia, Sallum (As-Salum) e Zigra (Sidi Barrani).

## Geografia
A região se estendia para o sul por uma grande distância, incluindo o Oásis de Siuá, conhecido na época pelo seu santuário de Amon. Os habitantes de Marmárica eram conhecidos genericamente como marmáridas (marmaridae), mas acabaram recebendo outros nomes como adirmáquidas (adyrmachidae) e gilígamas (giligammae) nos distritos costeiros e nasamões e augilas (augilae) no interior. Diz-se que os primeiros eram muito diferentes das tribos nômades do país e lembravam os egípcios.
A parte oriental de Marmárica, considerada por alguns geógrafos como um distrito separado entre Marmárica e Egito, ficou conhecido como Nomo Líbio (Libycus Nomus) e o território ao sul dali era habitado pelos amônios, que se baseavam no celebrado e fértil oásis de Amon. O "Périplo de Cílax de Carianda" afirma que os adirmáquidas teriam sido os primeiros a viver na "Líbia", o nome pelo qual era conhecida toda a região do Egito romano a oeste do Nilo e, mais precisamente, também a leste da foz do Nilo em Canopo.
A cidade de Paretônio (também chamada de Amônia, a moderna Mersa Matruh) era a cidade mais ocidental do Egito, razão pela qual ela e Pelúsio eram conhecidas como os "chifres do Egito". Por volta de dez estádios a oeste de Paretônio estava Ápis, com ambas marcando a fronteira do território do Nomo Líbio. Menelau Porto, perto da moderna cidade de Zawiyat Umm Rukbah), que, de acordo com a tradição teria sido fundada por Menelau, era o local onde estava o corpo de Agesilau II.

## Província romana
A reforma de Diocleciano (r. 284-305) de 296 mudou completamente a estrutura administrativa do império. A Cirenaica foi dividida em duas novas províncias, a Líbia Superior ou "Líbia Pentápole", que abrangia a Pentápole e tinha Cirene como capital, e a Líbia Inferior ou Líbia Sica, na Marmárica, com capital na cidade portuária de Paretônio, cada uma governada por um modesto presidente. Ambas foram subordinadas inicialmente à Diocese do Oriente, cuja capital estava na distante Antioquia, na Síria romana, e, depois de 370, à Diocese do Egito, na Prefeitura pretoriana do Oriente. A região vizinha da Tripolitânia, para o oeste, a maior entre as várias províncias resultantes da divisão da antiga África Proconsular, tornou-se parte da Diocese da África, que estava na Prefeitura pretoriana da Itália e África. Depois que o império foi dividido, a Marmárica (assim como toda a Prefeitura do Oriente) tornou-se parte do Império Romano do Oriente, o futuro Império Bizantino, e fazia fronteira com o Império Romano do Ocidente na divisa com a Tripolitânia.

## Sés episcopais
As sés episcopais da província e que aparecem no Annuario Pontificio como sés titulares são:
- Amônio (Oásis Siwa)
- Antífras (perto de Dresiyeh)
- Antipirgo (Tobruk)
- Darnis

Para as sés da Líbia Superior, veja Cirenaica.